# Zsiványok kapitánya

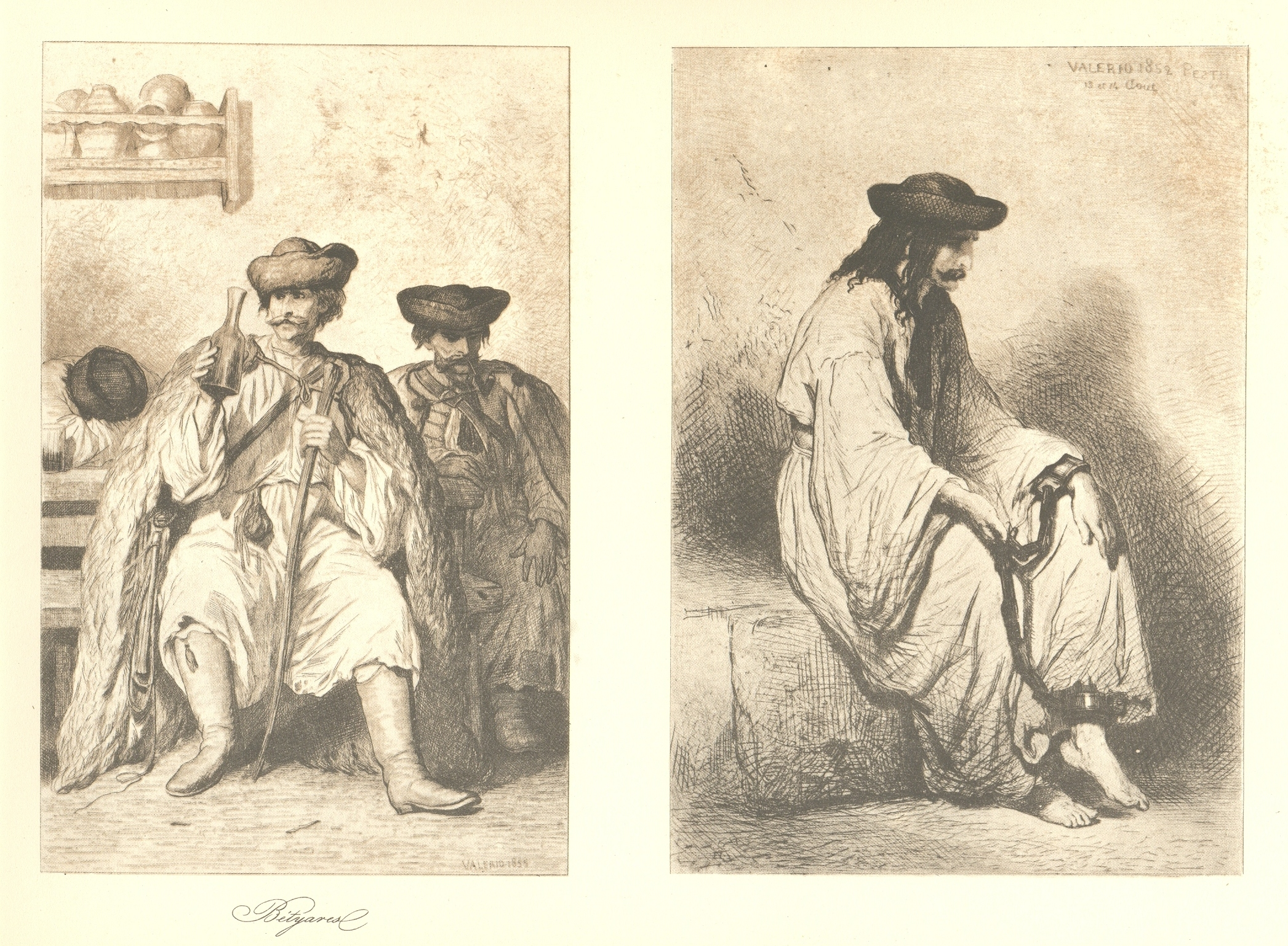
Jellemző kép a magyar betyárról kocsmában és vasra verve

A zsiványok kapitánya olyan vezetőt jelent, aki több főből álló zsivány vagy betyárcsapat kapitányává választottak társai. Másik megnevezése rablóvezér.

## Történeti háttér
A zsiványok kapitányai egyik-másik néphagyomány által tisztelt hősök, akik általában haláluk után különböző országokban is fokozatosan nemzeti hőssé váltak. A számkivetettek vagy az egyszerű útonállók heroizmusa az elnyomó idegen hatalom elleni fellépésük miatt vált a nemzeti tisztelet tárgyává. A zsiványok kapitánya, akkor lehetett nemzeti hős ha tevékenysége az elnyomott emberek szemében a dacot, az erőt és a társadalmi és az emberi igazságtalansággal való szembenállást testesítette meg.
Az Egyesült Királyságban és Írországban: highwayman néven, de világszerte léteztek a 20. századig a bűnbandák, melyeknek vezetői világhírnévre is szert tettek. Ma is nagy népszerűségnek örvendő kapitányok például Robin Hood és Juraj Jánošík.
Több hírhedt magyar zsivány kapitány legendává vált, így Zöld Marci, Sobri Jóska és Rózsa Sándor is.

### Irodalmi feldolgozások
Különböző irodalmi feldolgozásban lehet találkozni a karakterrel, például Stefan Petrus Raynoha, a zsiványok kapitánya címmel írt színdarabot 1823-ban. A zsiványok kapitánya feltűnik Petőfi Sándor János Vitéz című versében.